# Glimma Hockey
Glimma HK Hockey (GHK) är en ishockeyklubb från Glimåkra i Sverige, bildad 10 mars 1954. Klubben har säsongen 2022/2023 ett lag i Hockeytrean Södra i ishockey för herrar.
Klubbens hemmaarena är Trollarinken, Publikrekordet sattes vid invigningen av Trollarinken 1990 och stod sig till den 29 november 1997, då det nuvarande rekordet, 1 095 personer uppnåddes.
På 70-talet var det många spännande matcher i den gamla "isblåsan" som ibland var ett veritabelt frysskåp. Trots detta vandrade byborna man ur huse för att följa sina hjältar. Klubben har en lång historia av eldsjälar som arbetar hårt för sin förening.
Tex Tore Mauritsson, Kjell Freij, Arne Juhlin, Erling Erlandsson m.fl.
Under 1960-talet spelade man ett år i den näst högsta serien och när hela bygden engagerade sig i bygget av isblåsan 1969 blev det ett stort lyft för ungdomsverksamheten. 1973 fick man med Ingemar Erlandsson, Kent Asai, Per Aurell och Per Sjögren i TV-pucken. Det året blev det stora genombrottet för TV-laget och man slutade på en överraskande fjärdeplats.
Under åren som gått har flera spelare gått vidare till Elitserien. Till exempel Daniel Johansson, Johan Finnström, Ola Persson, Jacob Johansson och Mathias Bosson.